# Ихар, Хайме Франсиско Сармьенто де Сильва
Хайме Франсиско Виктор Сармьенто де Сильва Фернандес де Ихар де Вильяндрандо де ла Серда-и-Пинос (исп. Jaime Francisco Víctor Sarmiento de Silva Fernándes de Híjar de Villandrando de la Serda y Pinós; 25 января 1625, Мадрид — 25 февраля 1700, Мадрид), 5-й герцог де Ихар — испанский придворный и государственный деятель.

## Биография
Сын Родриго Сармьенто де Сильва Мендоса-и-Вильяндрандо де ла Серда (1600—1664), 8-го графа де Салинас, 9-го де Рибадео, де Вильярубья и де лос Охос, Аленкуэр, и прочих титулов, объединенных с достоинством герцога де де Ихар, и Исабель Маргариты Фернандес-де-Ихар-и-Кастро Пинос (1603—1642), 13-й сеньоры и 4-й герцогини де Ихар, 5-й герцогини де Лесера и де Альяга, и 7-й графини де Бельчите.
14-й сеньор и 5-й герцог де Ихар, 6-й герцог де Лесера, 6-й герцог де Альяга, граф де Бельчите, 4-й граф де Вальфохона, 3-й де Гимера, 9-й де Салинас, 10-й де Рибадео, 14-й виконт де Эволь, 17-й де Канет, 14-й де Илья и 3-й де Алькуэрфорадат, сеньор бароний Гисоны, Милани, Перамолы, Пераколы, Эстака и Рокафорта, князь де ла Портелла, духовный и светский сеньор городов Вильярубьи и лос Охос де Гвадиана, адмирал Моря-Океана (Adelantado mayor del Mar Océano), генерал Кантабрии, генерал-капитан Витории, постоянный алькайд крепостей Панкорбо и Миранды-де-Эбро, патрон и Генеральный религиозный протектор августинцев, францисканцев и босых кармелитов в Испании, Индиях и Филиппинах, патрон и сеньор монастыря Богоматери, трижды гранд Испании 1-го класса, палатный дворянин короля Испании.
В 1642 году унаследовал материнские титулы и владения, в 1678 году был натурализован в Арагоне решением местных кортесов.
Великий камерлинг Арагона, вице-король и генерал капитан Арагона (1681—1687). Одним из первых его мероприятий на этом посту была закладка 25 июля 1681 первого камня в основание собора Нуэстра-Синьора-дель-Пилар в Сарагосе.
9 октября 1687 пожалован Карлом II в рыцари ордена Золотого руна.
В 1692 году стал первым дворянином в штате королевы.

## Семья
1-я жена (14.06.1654, Сарагоса): Ана Энрикес де Альманса Инка Лойола (ум. 17.03.1665), дочь Хуана Энрикеса де Альманса Борха-и-Лойола, 8-го маркиза де Альканьисес и Оропеса, графа де Альманса, и Аны Энрикес де ла Куэва
- Четверо детей, умерших малолетними

2-я жена (10.09.1668, Сарагоса): Мариана Пиньятелли д'Арагона (ум. 1681), дочь Этторе IV Пиньятелли, 6-го герцога ди Монтелеоне, и Джованны Тальявия д'Арагона Кортес, 5-й герцогини ди Терранова
Дети:
- Томас Фернандес де Ихар (р. 16.07.1674, Сарагоса, ум. в том же году), 9-й граф де Рибадео и граф де Бельчите
- Хуана Петронила Сильва Фернандес де Ихар (26.06.1669—2.04.1710), 6-я герцогиня де Ихар и т. д. Муж 1) (5.12.1688): Фадрике де Сильва-и-Португаль (1672—1700), 4-й маркиз де Орнани; 2) (6.03.1701): Фернандо Пиньятелли (1654—1729), герцог де Ихар
- Диего, ум. малолетним
- Эктор, ум. малолетним
- Мануэла. Крещена в Сарагосе 19.04.1672. Муж: князь ди Мансиконово
- Исабель Маргарита Роза де Сильва-и-Ихар. Крещена 4.06.1473. Придворная дама королевы. После смерти старшей сестры вышла замуж за Фернандо Пиньятелли, герцога де Ихара. Брак был заключен в Вене при участии императора Карла VI
- Роза. Муж: Бальтасар Солер Маррадас, граф де Саллент и Маррадас, рыцарь ордена Алькантары

3-я жена (28.09.1682): Тереса Пиментель-и-Бенавидес, маркиза де Хавалькинто, дочь Антонио Альфонса Пиментеля, герцога де Бенавенте, и Исабелы Франсиски де Бенавидес, вдова Андреа Фабрицио Пиньятелли, 7-го герцога ди Монтелеоне
Дети:
- Франсиско (р. 4.10.1683, Сарагоса), граф де Рибадео и Бельчите. Монах, рыцарь ордена Калатравы и командор Молиноса и Лагунарроты. Ум. молодым
- Антонио Мельчор